# Зангакатун
Зангакатун (арм. Զանգակատուն) — село в Араратской области Армении. Основано в 1831 году.

## География
Село расположено в юго-восточной части марза, вблизи государственной границы с Азербайджаном, на расстоянии 56 километров к юго-востоку от города Арташат, административного центра области. Абсолютная высота — 1730 метров над уровнем моря.
Климат
Климат характеризуется как умеренно холодный, влажный (Dfb в классификации климатов Кёппена). Среднегодовая температура воздуха составляет 8,1 °C. Средняя температура самого холодного месяца (января) составляет −4,7 °С, самого жаркого месяца (июля) — 20,1 °С. Расчётная многолетняя норма атмосферных осадков — 381 мм. Наибольшее количество осадков выпадает в мае (67 мм).

## Население
| Год переписи | Население          | Население          | Население          | Население            | Население            | Население            |
| Год переписи | Наличное население | Наличное население | Наличное население | Постоянное население | Постоянное население | Постоянное население |
| Год переписи | Всего              | Мужчины            | Женщины            | Всего                | Мужчины              | Женщины              |
| ------------ | ------------------ | ------------------ | ------------------ | -------------------- | -------------------- | -------------------- |
| 2001         | 1138               | 562                | 576                | 1142                 | 570                  | 572                  |
| 2011         | 1028               | 514                | 514                | 1042                 | 526                  | 516                  |